# Krabovci
Krabovci (Amblypygi), též bičovci, je řád pavoukovců. Je známo přes 150 druhů, řazených do 5 čeledí. Žijí v tropech i subtropech Afriky, Asie i Ameriky.
Krabovci dosahují s roztaženými končetinami velikosti od 5 do 70 cm. Vyznačují se širokým plochým tělem a segmentovaným zadečkem. První pár kráčivých nohou je přeměněn v tenké smyslové orgány. Pedipalpy, druhý pár končetin, jsou nápadně velké a uzpůsobené k lapání kořisti. Loví hmyz a pohybují se podobně jako krabi, bokem.
Některé druhy (např. Phrynus marginemaculatus a Damon diadema) jsou známy tím, že se jako jedni z mála pavoukovců vyznačují sociálním chováním.

## Systém krabovců
Systém krabovců:
- řád Amblypygi Thorell, 1883 – bičovci
  - podřád Euamblypygi Weygoldt, 1996
    - nadčeleď Charinoidea Quintero, 1986
      - čeleď Charinidae Quintero, 1986

    - nadčeleď Charontoidea Simon, 1892
      - čeleď Charontidae Simon, 1892

    - nadčeleď Phrynoidea Blanchard, 1852
      - čeleď Phrynichidae Simon, 1892 – bičovcovití
      - čeleď Phrynidae Blanchard, 1852

  - podřád Paleoamblypygi Weygoldt, 1996
    - čeleď Paracharontidae Weygoldt, 1996